# Тојак (Колорадо)
Тојак (енгл. Towaoc) насељено је место без административног статуса у америчкој савезној држави Колорадо.

## Демографија
По попису из 2010. године број становника је 1.087, што је 10 (-0,9%) становника мање него 2000. године.
| Група             | 2000.     | 2010.     |
| Белци             | 26 (2,4%) | 21 (1,9%) |
| Афроамериканци    | 1 (0,1%)  | 0 (0,0%)  |
| Азијати           | 0 (0,0%)  | 0 (0,0%)  |
| Хиспаноамериканци | 27 (2,5%) | 51 (4,7%) |
| Укупно            | 1.097     | 1.087     |